# Conclave de 1700
Le conclave de 1700 est un conclave réuni à la suite du décès du pape Innocent XII qui s'acheva par l'élection de Clément XI.

## Contexte
Un des derniers actes d'Innocent XII avait été lié à la crise de la succession espagnole. En pleine agonie, sans enfant, Charles II d'Espagne avait demandé à Innocent de faire savoir qu'il souhaitait faire héritier de son trône Philippe d'Anjou, petit-fils de Louis XIV, en raison des liens généalogiques entre les deux souverains. Un autre prétendant, (l'Empereur d'Autriche Léopold Ier) allait ainsi être écarté. Cela provoqua l'inquiétude générale : Philippe sur le trône d'Espagne, c'était une menace de déséquilibre pour tous les autres Royaumes et cela ne pouvait que conduire à une Guerre de succession d'Espagne.
Dans ces conditions, le conclave était sous la menace d'un blocage entre les partisans de la France et ceux de l'Empire.

## Déroulement
Les cardinaux votants 

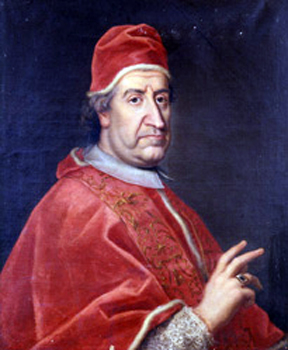
Clément XI

| - 1 Emmanuel-Théodose de La Tour d'Auvergne - 2 Nicolò Acciaioli - 3 Gasparo Carpegna - 4 César d'Estrées - 5 Carlo Barberini - 6 Vincenzo Maria Orsini - 7 Francesco Nerli - 8 Galeazzo Marescotti - 9 Fabrizio Spada - 10 Giovanni Battista Spinola - 11 Savo Millini - 12 Marcello Durazzo - 13 Marcantonio Barbarigo - 14 Étienne Le Camus - 15 Pier Matteo Petrucci - 16 Leandro Colloredo - 17 Giovanni Francesco Negroni - 18 Bandino Panciatici - 19 Giacomo Cantelmi | - 20 Ferdinando d'Adda - 21 Toussaint de Forbin-Janson - 22 Giambattista Rubini - 23 Francesco del Giudice - 24 Giovanni Battista Costaguti - 25 Giovanni Francesco Albani élu pape Clément XI - 26 Giacomo Antonio Morigia - 27 Sebastiano Antonio Tanara - 28 Giacomo Boncompagni - 29 Taddeo Luigi dal Verme - 30 Baldassare Cenci - 31 Tommaso Maria Ferrari - 32 Giuseppe Sacripante - 33 Enrico Noris - 34 Giorgio Cornaro - 35 Pierre du Cambout de Coislin - 36 Fabrizio Paolucci - 37 Niccolò Radulovich - 38 Giuseppe Archinto | - 39 Andrea Santacroce - 40 Marcello d'Aste - 41 Daniello Marco Delfino - 42 Sperello Sperelli - 43 Giovanni Maria Gabrielli - 44 Louis-Antoine de Noailles - 45 Johannes Philipp von Lamberg - 46 Benedetto Pamphilj - 47 Fulvio Astalli - 48 Francesco Maria de' Medici - 49 Pietro Ottoboni - 50 Carlo Bichi - 51 Giuseppe Renato Imperiali - 52 Luigi Omodei - 53 Francesco Barberini - 54 Lorenzo Altieri - 55 Giovanni Battista Spinola - 56 Henri Albert de La Grange d'Arquien - 57 Vincenzo Grimani |

### Premiers jours
Le conclave s'ouvrit le 9 octobre, et Galeazzo Marescotti l'ancien nonce en Autriche, Pologne et Espagne faisait figure de favori, mais se heurta au veto français. Dès lors, les autres candidats en vue, Carlo Barberini, Leandro Colloredo, Bandino Panciatici, Giovanni Battista Spinola, Marcello Durazzo, Jacopo Antonio Morigia et Nicolò Acciaioli s'opposèrent dans un conclave de plus d'un mois.

### Élection
Pendant la nuit du 19 au 20 novembre 1700, on apprit à Rome la mort de Charles II. Cela causa un changement soudain d'état d'esprit. Devant la menace de guerre, les factions cessèrent de s'opposer, et trouvèrent, presque à l'unanimité, un compromis sur le nom du cardinal Giovanni Francesco Albani. Cardinal depuis dix ans, sans être prêtre, Albani était, en effet, un fin diplomate, rusé, plein de sang-froid. Son élection fut accompagnée de son ordination sacerdotale, puis de sa première messe, avant qu'il ne soit proclamé. Une fois élu avec les deux-tiers des voix, il fut ordonné évêque et choisit de s'appeler Clément XI.

## Reprise dans la fiction
Le conclave de 1700 forme l'arrière plan du roman de 2006 Secretum (Rita Monaldi et Francesco Sorti (en)).